# Vent solar

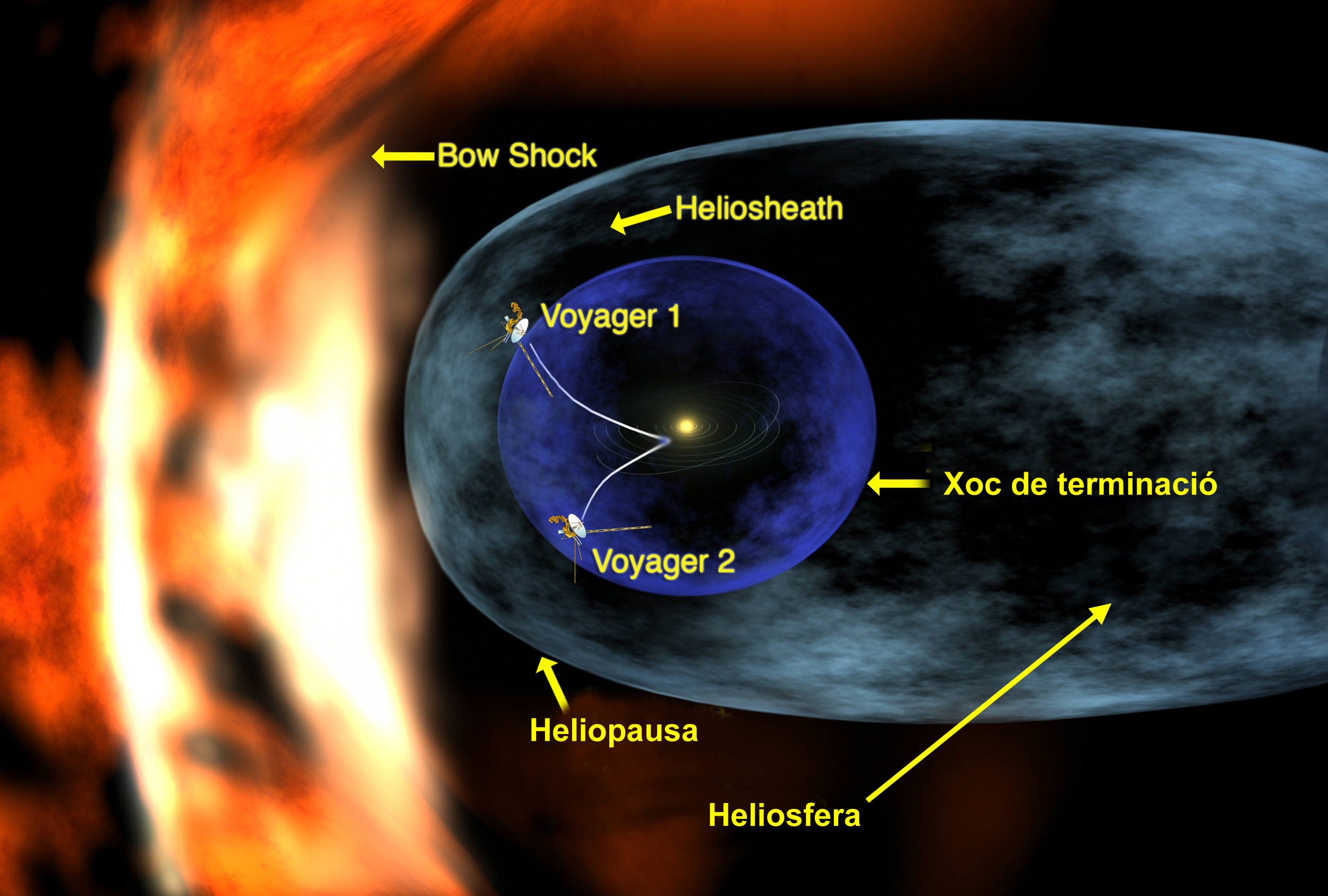
El plasma del vent solar arribant a l'heliopausa

El vent solar és un flux de partícules carregades (en la seva majoria protons d'alta energia, 500 keV) que sorgeixen de l'atmosfera exterior del Sol, la corona solar.
La composició del vent solar en el nostre sistema solar és idèntica a la de la corona del Sol: un 75% d'hidrogen i un 25% d'heli, amb algunes traces d'impureses. Les partícules es troben completament ionitzades formant un plasma molt poc dens. En les proximitats de la Terra, la velocitat del vent solar varia entre els 200-889 km/s, i n'és la mitjana d'uns 450 km/s. El Sol perd aproximadament 800 quilograms de matèria cada segon en forma de vent solar.

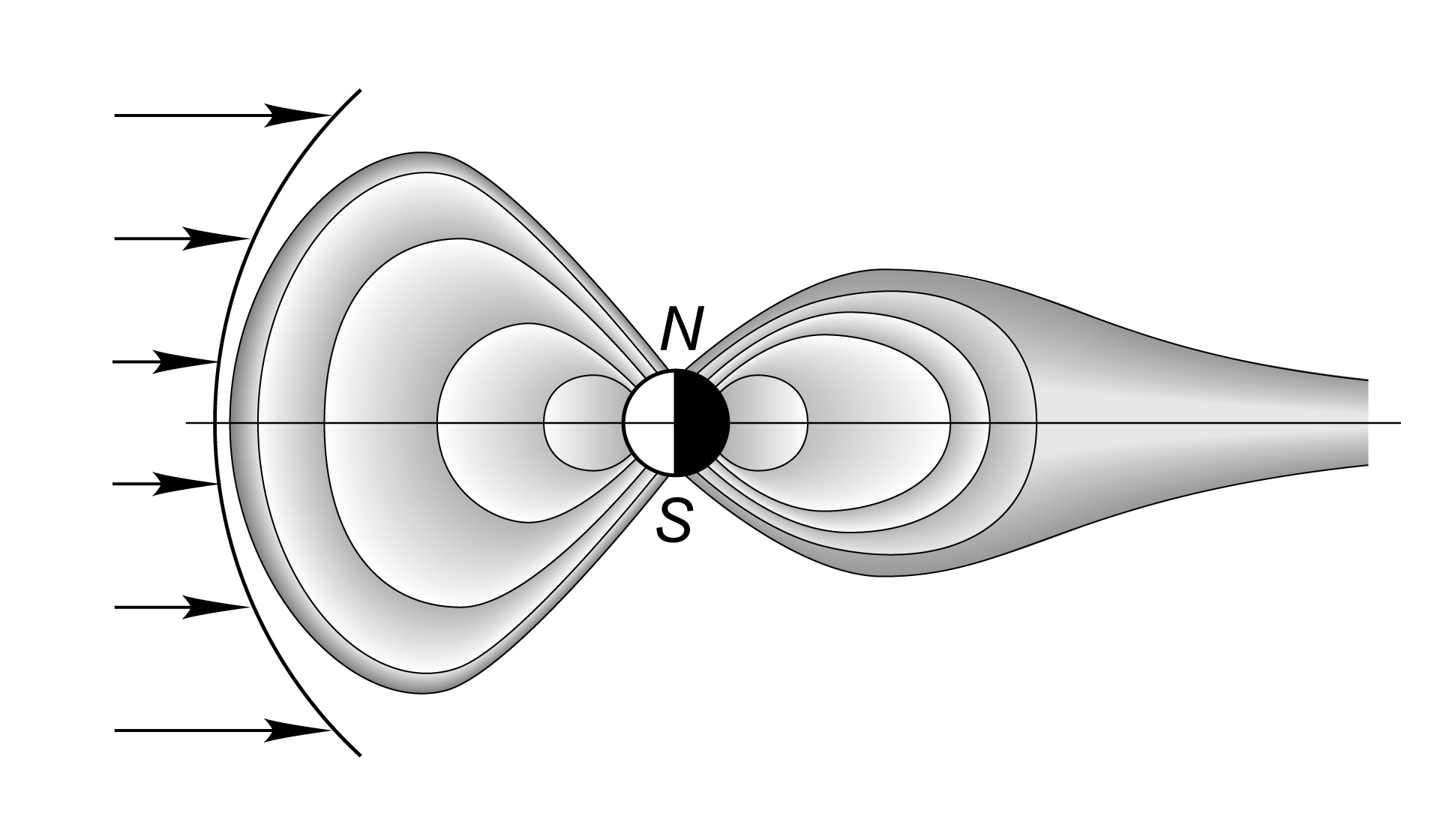
Vent solar en la magnetosfera

Atès que el vent solar és plasma, estén amb si el camp magnètic solar. A una distància de 160 milions de quilòmetres, la rotació solar agrana al vent solar en forma d'espiral, arrossegant les seves línies de camp magnètic, però més enllà d'aqueixa distància el vent solar es dirigeix cap a l'exterior sense major influència directa del Sol. Les explosions inusualment energètiques de vent solar causades per taques solars i altres fenòmens atmosfèrics del Sol, es denominen tempestats solars i poden sotmetre les sondes espacials i els satèl·lits a fortes dosis de radiació. Les partícules de vent solar que són atrapades en el camp magnètic terrestre mostren tendència a agrupar-se en els cinturons de Van Allen i poden provocar les aurores boreals i les aurores australs quan xoquen amb l'atmosfera terrestre prop dels pols geogràfics. Altres planetes que tenen camps magnètics semblants als de la Terra també tenen les seves pròpies aurores.
El vent solar forma una "bombolla" en la matèria interestel·lar (hidrogen i heli gasosos en l'espai intergalàctic). El punt en què la força exercida pel vent solar no és prou important com per a desplaçar el medi interestel·lar, es coneix com a heliopausa i es considera que és la "vora" més exterior del sistema solar. La distància fins a l'heliopausa no és coneguda amb precisió i, probablement, depèn de la velocitat del vent solar i de la densitat local del medi interestel·lar, però se sap que està molt més enllà de l'òrbita de Plutó.

## Història

### Observacions des de la Terra
L'existència de partícules que flueixen cap a l'exterior des del Sol fins a la Terra va ser suggerida per primera vegada per l'astrònom britànic Richard C. Carrington. El 1859, Carrington i Richard Hodgson van fer de manera independent les primeres observacions del que més tard s'anomenaria una flamada solar. Aquest és un augment sobtat i localitzat de la brillantor del disc solar, que ara es coneix sovint es produeix conjuntament amb una ejecció episòdica de material i flux magnètic de l'atmosfera del Sol, coneguda com a ejecció de massa coronal. L'endemà, es va observar una potent tempesta geomagnètica, i Carrington va sospitar que podria haver-hi una connexió; la tempesta geomagnètica s'atribueix ara a l'arribada de l'ejecció de massa coronal a l'espai proper a la Terra i la seva interacció posterior amb la magnetosfera de la Terra. L'acadèmic irlandès George FitzGerald va suggerir més tard que la matèria s'estava accelerant regularment lluny del Sol, arribant a la Terra després de diversos dies.

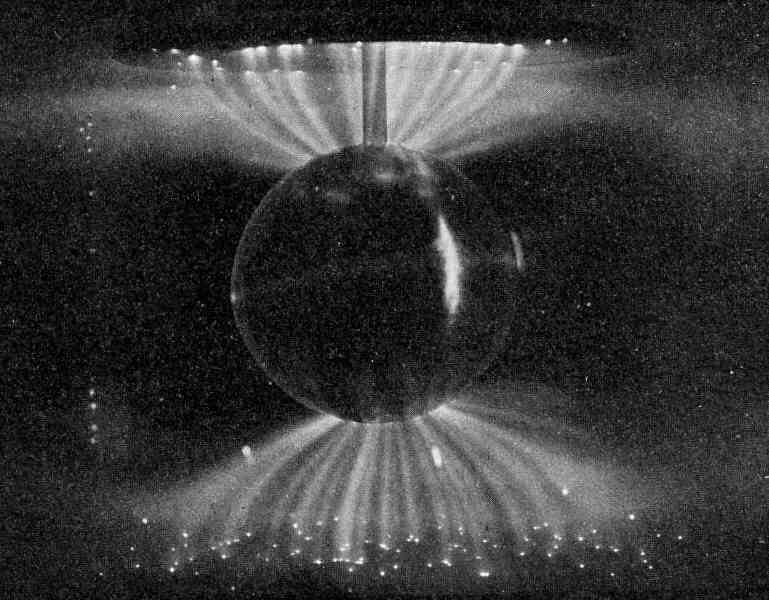
Simulació de laboratori de la influència de la magnetosfera sobre el vent solar; aquestes corrents de Birkeland semblants a una aurora es van crear en una terrella, un globus d'ànode magnetitzat en una cambra evacuada.

El 1910, l'astrofísic britànic Arthur Eddington va suggerir essencialment l'existència del vent solar, sense anomenar-lo, en una nota al peu d'un article sobre el Cometa Morehouse. La proposta d'Eddington mai va ser acceptada del tot, tot i que també havia fet un suggeriment similar en una adreça de la Royal Institution l'any anterior, en la qual havia postulat que el material expulsat consistia en electrons, mentre que en el seu estudi del cometa Morehouse havia suposat que eren ions.
La idea que el material expulsat consistia tant en ions com en electrons va ser suggerida per primera vegada per un científic noruec. Kristian Birkeland. Els seus estudis geomagnètics van demostrar que l'activitat auroral era gairebé ininterrompuda. A mesura que aquestes mostres i altres activitats geomagnètiques estaven sent produïdes per partícules del Sol, va concloure que la Terra estava sent bombardejada contínuament per "raigs de corpuscles elèctrics emesos pel Sol". Va proposar l'any 1916 que, "Des del punt de vista físic és molt probable que els raigs solars no siguin exclusivament negatius ni positius, sinó de tots dos tipus"; és a dir, el vent solar està format tant per electrons negatius com per ions positius. Tres anys més tard, el 1919, el físic britànic Frederick Lindemann també va suggerir que el Sol expulsava partícules d'ambdues polaritats: protons i electrons.
Al voltant de la dècada de 1930, els científics havien conclòs que la temperatura de la corona solar havia de ser d'un milió de graus Celsius a causa de la forma en què s'estenia a l'espai (com es va veure durant un eclipsi solar total). Un treball posterior d'espectroscòpia va confirmar que aquesta temperatura extraordinària era així. A mitjans de la dècada de 1950, el matemàtic britànic Sydney Chapman va calcular les propietats d'un gas a aquesta temperatura i va determinar que la corona, sent un conductor de calor tan excel·lent, s'havia d'estendre cap a l'espai, més enllà de l'òrbita de la Terra. També a la dècada de 1950, l'astrònom alemany Ludwig Biermann es va interessar pel fet que la cua d'un cometa sempre s'allunya del Sol, independentment de la direcció en la qual viatja el cometa. Biermann va postular que això passa perquè el Sol emet un corrent constant de partícules que allunya la cua del cometa. L'astrònom alemany Paul Ahnert és acreditat (per Wilfried Schröder) com el primer a relacionar el vent solar amb la direcció de la cua d'un cometa basant-se en les observacions del cometa Whipple–Fedke (1942g).
L'astrofísic estatunidenc Eugene Parker es va adonar que la calor que fluïa del Sol en el model de Chapman, i la cua del cometa que s'allunyava del Sol en la hipòtesi de Biermann, havien de ser el resultat del mateix fenomen que ell va anomenar "vent solar". El 1957, Parker va demostrar que, tot i que la corona solar està fortament atreta per la gravetat solar, és tan bon conductor de la calor que encara està molt calenta a grans distàncies del Sol. A mesura que la gravetat solar es debilita amb l'augment de la distància del Sol, l'atmosfera coronal exterior és capaç d'escapar supersònicament a l'espai interestel·lar. Parker també va ser la primera persona a notar que la influència debilitant de la gravetat del Sol té el mateix efecte sobre el flux hidrodinàmic que una tovera De Laval, provocant una transició de la subsònica al flux supersònic. Hi va haver una forta oposició a la hipòtesi de Parker sobre el vent solar; el document al qual va presentar a The Astrophysical Journal en 1958 va ser rebutjat per dos revisors, abans de ser acceptat per l'editor Subrahmanyan Chandrasekhar.

## Composició
La composició elemental del vent solar en el sistema solar és idèntica a la de la corona solar: un 73 % d'hidrogen i un 25 % d'heli, amb algunes traces d'impureses. Les partícules es troben completament ionitzades, formant un plasma molt poc dens. En la rodalia de la Terra, la velocitat del vent solar varia entre 200 i 889 km/s, sent la mitjana d'uns 450 km/s. El Sol perd aproximadament 800 kg de matèria per segon en forma de vent solar.
Atès que el vent solar és plasma, estén amb si el camp magnètic solar. A una distància de 160 milions de km, la rotació solar escombra al vent solar en forma d'espiral, arrossegant les seves línies de camp magnètic, però més enllà d'aquesta distància el vent solar es dirigeix cap a l'exterior sense major influència directa del Sol. Les explosions inusualment energètiques de vent solar causades per taques solars i altres fenòmens atmosfèrics del Sol es denominen "tempestes solars" i poden sotmetre a les sondes espacials i els satèl·lits a fortes dosis de radiació. Les partícules de vent solar que són atrapades en el camp magnètic terrestre mostren tendència a agrupar-se en els cinturons de Van Allen i poden provocar les aurores boreals i les aurores australs quan xoquen amb l'atmosfera terrestre prop dels pols geogràfics. Uns altres planetes que tenen camps magnètics similars als de la Terra també tenen les seves pròpies aurores.

## Causa i efecte
El vent solar forma una "bombolla" en el medi interestel·lar (hidrogen i heli gasosos a l'espai intergalàctic). El punt en el qual la força exercida pel vent solar no és prou important per a desplaçar el mitjà interestel·lar es coneix com l'heliopausa i es considera que és la "vora" més exterior del sistema solar. La distància fins a l'heliopausa no és coneguda amb precisió i probablement depèn de la velocitat del vent solar i de la densitat local del mitjà interestel·lar, però se sap que està molt més enllà de l'òrbita de Plutó.

### Sobre la magnetosfera

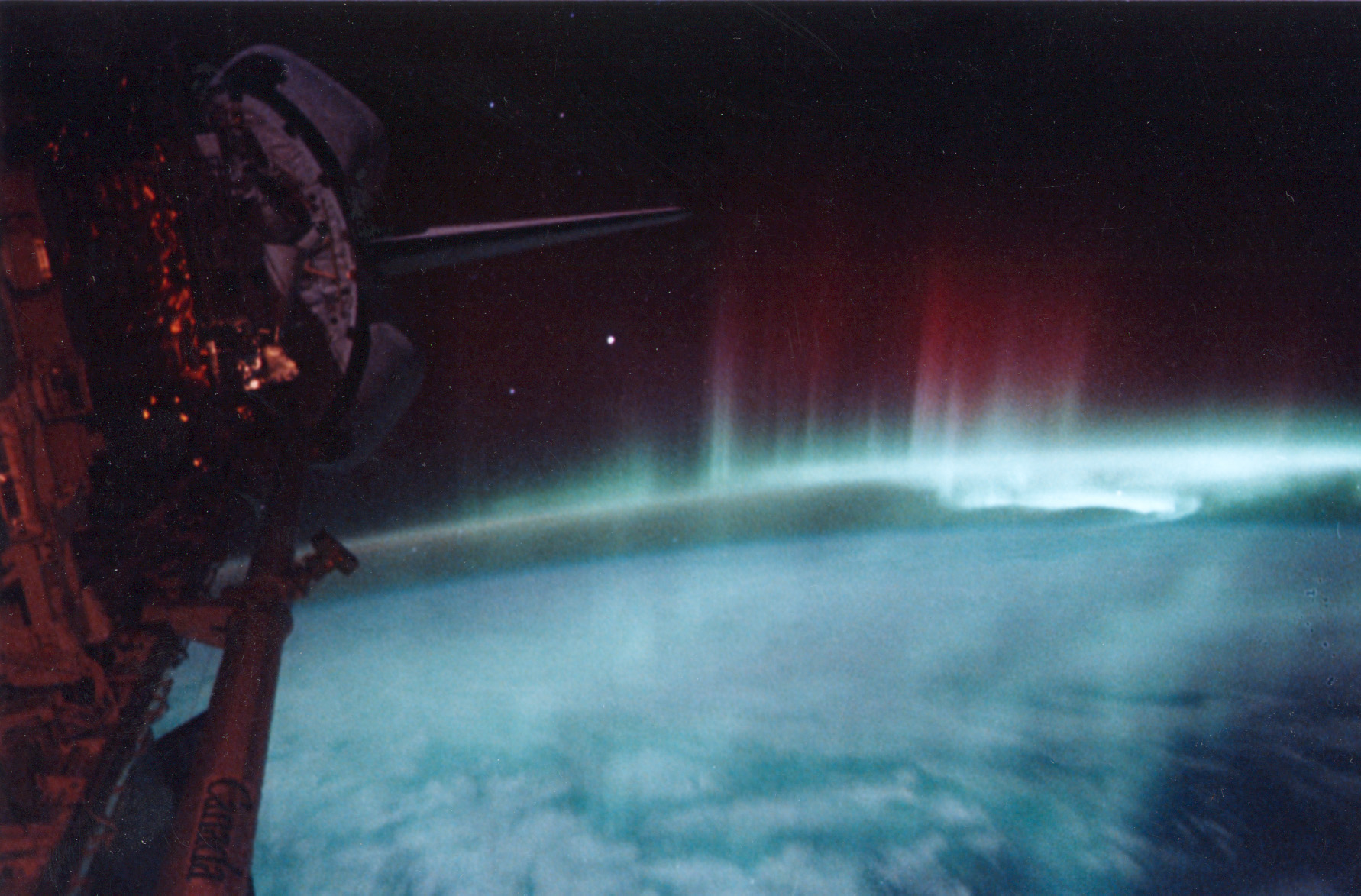
Vista d'una aurora des d'una llançadora espacial.

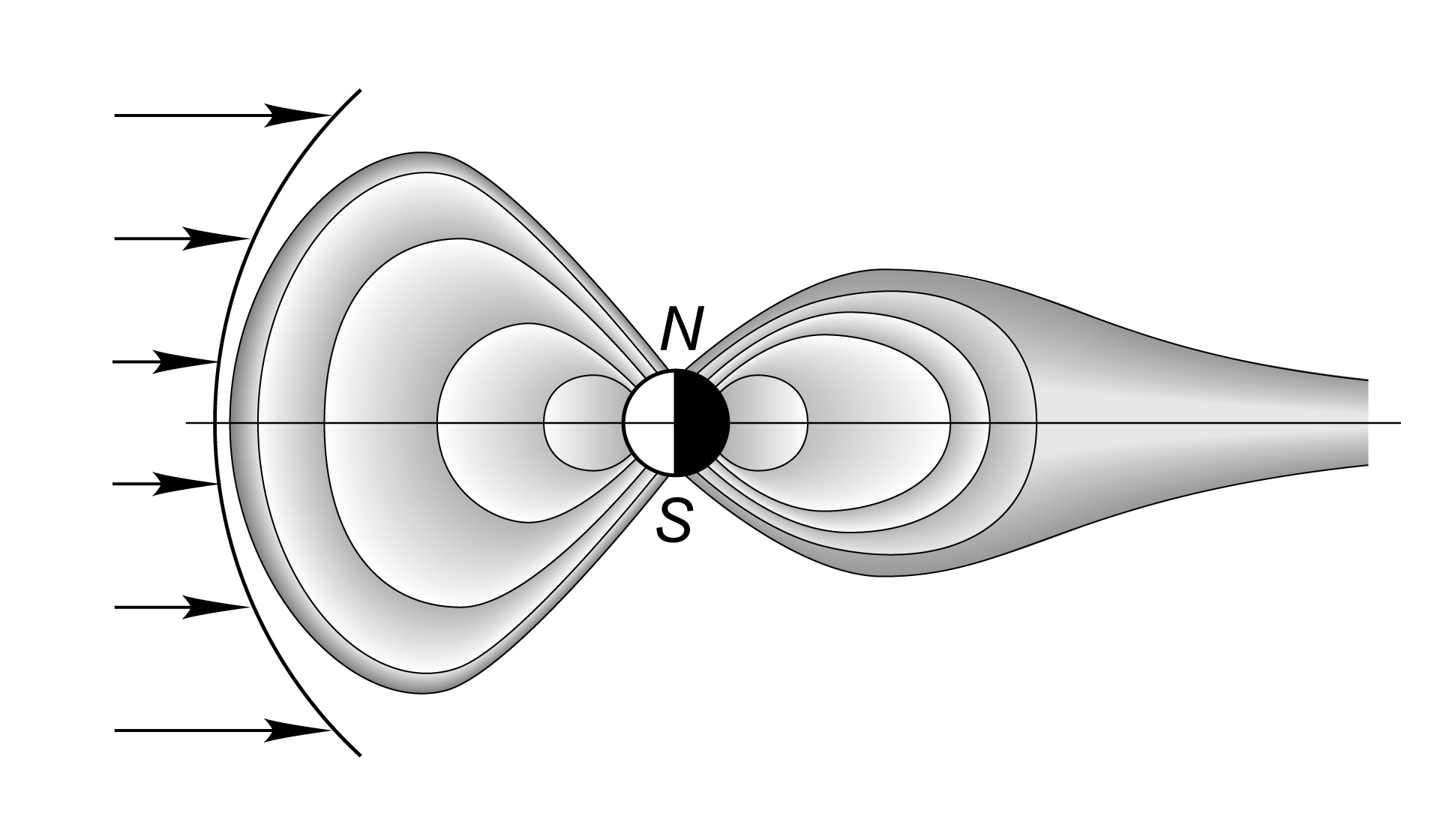
Vent solar en la magnetosfera terrestre.

Quan el vent solar s'acosta a un planeta que té un camp magnètic ben desenvolupat (com en la Terra, Júpiter i Saturn), la força de Lorentz és capaç de desviar les partícules. La magnetosfera d'un planeta evita que les partícules procedents del Sol impactin directament en la seva atmosfera o la seva superfície. La magnetosfera té més o menys la forma d'un hemisferi en el costat cap al Sol, i en conseqüència forma un llarg deixant en el costat oposat, d'uns 300.000 km de llarg. El límit d'aquesta regió es diu magnetopausa, i algunes de les partícules del vent solar són capaços de penetrar la magnetosfera a través d'aquesta.
La Terra està protegida del vent solar pel seu camp magnètic, que desvia la major part de les partícules carregades, i la majoria d'aquestes partícules queden atrapades en el cinturó de radiació de Van Allen. El vent solar només és observable en la Terra en forma de fenòmens com les aurores i les tempestes geomagnètiques. En el primer cas, el plasma solar s'expandeix en la magnetosfera, i el que causa l'augment de la grandària de la geosfera de plasma, i la fuita de la matèria atmosfèrica en el vent solar, la qual cosa provoca l'aparició d'aurores brillants fortament ionitzades en la ionosfera. Les tempestes geomagnètiques, en canvi, es produeixen quan la pressió del plasma contingut dins de la magnetosfera és prou gran per a inflar-se i, per tant, distorsionar el camp electromagnètic, pertorbant les comunicacions de ràdio i televisió terrestres.
El camp magnètic del vent solar és el responsable de la forma general de la magnetosfera de la Terra, i les fluctuacions en la seva velocitat, densitat, direcció, i arrossegament afecten en gran manera el medi ambient local en l'espai de la Terra. Per exemple, els nivells de radiació ionitzant i la interferència de radi poden variar per factors de centenars a milers, i la forma i la ubicació de la magnetopausa i l'ona de xoc en la part directa al sol pot canviar diverses vegades el radi de la Terra, la qual cosa pot causar que els satèl·lits geoestacionaris tinguin una exposició al vent solar directa. Aquests fenòmens són anomenats col·lectivament meteorologia espacial.

### Sobre l'atmosfera
El vent solar afecta els raigs còsmics entrants que interactuen amb l'atmosfera dels planetes. D'altra banda, els planetes amb una magnetosfera feble o inexistent estan subjectes a l'esgotament de la seva atmosfera pel vent solar.
Venus, el planeta més pròxim i més similar a la Terra en el nostre sistema solar, té una atmosfera 100 vegades més densa que la nostra. Les sondes espacials modernes han descobert una cua d'estel que s'estén fins a l'òrbita de la Terra.
Mart és major que Mercuri, i està quatre vegades més lluny del sol, i, no obstant això, aquí es pensa que el vent solar ha eliminat fins a un terç de la seva atmosfera original, deixant una capa igual a 1/100 de l'atmosfera de la Terra. Es creu que el mecanisme d'aquest esgotament és que l'atmosfera va ser forçada dins de les bombolles del camp magnètic, les quals van ser posteriorment arrencades pels vents solars.
Els cinturons de Van Allen protegeixen la Terra dels raigs còsmics. No obstant això, existeix una zona anomenada Anomalia de l'Atlàntic Sud, que és una depressió en el camp magnètic. En aquesta zona es registra una major radiació que en altres sectors. I afecta solament els satèl·lits que passin per aquesta zona.

### Sobre les superfícies planetàries
Mercuri, el planeta més pròxim al Sol, rep tota la força dels vents solars, l'atmosfera que té és residual i transitòria, per la qual cosa la seva superfície sempre és impactada per la radiació.
El satèl·lit de la Terra, la Lluna, no té atmosfera ni camp magnètic intrínsec, i en conseqüència, la seva superfície és bombardejada amb tota la força del vent solar. Les missions del Programa Apollo i totes les seves eines van ser cobertes amb alumini desplegat, i es van usar col·lectors passius en un intent d'accedir a mostres de sòl lunar. Quan la missió va tornar i va portar les mostres de la superfície lunar, l'estudi va confirmar que el regolita lunar és ric en nuclis dels àtoms dipositats pel vent solar. S'ha especulat que aquests elements poden arribar a ser recursos útils per al futur de les colònies en la Lluna.

## Esdeveniments notables
- Del 10 de maig al 12 de maig de 1999, l'Advanced Composition Explorer (ACE) i la nau espacial Wind de la NASA van observar una disminució del 98% de la densitat del vent solar. Això va permetre que els electrons energètics del Sol fluïssin a la Terra en feixos estrets coneguts com a «Strahl», la qual cosa va causar un esdeveniment de «pluja polar» altament inusual, en el qual una aurora polar visible va aparèixer sobre el Pol Nord. A més, la magnetosfera de la Terra va augmentar entre 5 i 6 vegades la seva grandària normal.[19]
- El 13 de desembre de 2010, la Voyager 1 va determinar que la velocitat del vent solar, en la seva ubicació a 10.800 milions de milles de la Terra, havia disminuït a zero. «Hem arribat al punt en què el vent del Sol, que fins ara sempre ha tingut un moviment cap a fora, ja no es mou cap a fora; només es mou cap als costats perquè pugui acabar descendint per la cua de l'heliosfera, que és un objecte semblant a un cometa», va dir el científic del projecte Voyager Edward C. Stone.[20][21]